# Kathrin Hendrich
Kathrin-Julia Hendrich, née le 6 avril 1992 à Eupen (Belgique), est une footballeuse internationale allemande, qui joue au poste de défenseure aux Chicago Stars.

## Biographie

### En club
Kathrin Hendrich commence le football à l'âge de sept ans au FC Eupen avant de rejoindre le FC Teutonia Weiden en 2003. En 2009, elle rejoint le Bayer Leverkusen où elle évolue jusqu'en 2014. Elle signe ensuite au 1. FFC Francfort. Elle remporte la Ligue des champions féminine de l'UEFA 2014-2015.

En 2018, elle rejoint le Bayern Munich. Elle s'engage en 2020 au VfL Wolfsburg pour une durée de deux ans.

### En sélection nationale
Kathrin Hendrich remporte le Championnat d'Europe en 2011 avec l'équipe d'Allemagne des moins de 19 ans.
Elle dispute avec l'équipe d'Allemagne des moins de 20 ans  la Coupe du monde 2012 ; elle joue 6 matches dont la finale perdue 1-0 face aux États-Unis. 
Elle connaît sa première sélection en équipe d'Allemagne féminine le 19 juin 2014 lors d'un match amical contre le Canada.
En 2016, elle devient championne olympique avec l'Allemagne contre la Suède.

## Palmarès

### En club
VfL Wolfsburg
- Championne d'Allemagne
  - Champion : 2022
- Coupe d'Allemagne féminine de football
  - Vainqueur : 2022 et 2023

### Sélection
- Équipe du Allemagne
  - Jeux olympiques
    - Vainqueur : 2016

  - Championnat d'Europe
    - Finaliste : 2022